# Ngôn ngữ đơn âm tiết
Ngôn ngữ đơn âm tiết (chữ Anh: Monosyllabic language) là loại ngôn ngữ mà từ đơn chủ yếu do một âm tiết duy nhất cấu thành. Một ví dụ về ngôn ngữ đơn âm tiết là tiếng Hán thượng cổ, tiếng Việt hoặc tiếng Miến Điện.
Đơn âm tiết là tên gọi chỉ tính chất hình thái từ của đơn âm tiết. Sự bổ sung tự nhiên của đơn âm tiết là đa âm tiết.
Việc một ngôn ngữ có phải là đơn âm tiết hay không đôi khi phụ thuộc vào định nghĩa của "từ", điều này không phải là một sự đồng thuận trong giới ngôn ngữ học. Ví dụ, trong tiếng Trung Quốc hiện đại (tiếng Quan Thoại) nếu mỗi chữ Hán viết được coi là một từ, thì nó chính là "đơn âm tiết"; điều này được chứng minh thông qua việc quan sát hầu hết các chữ Hán đều có hàm nghĩa tương ứng (dù có thể rất mơ hồ và khó xác định). Tuy nhiên, đại đa số các mục từ trong từ điển tiếng Trung Quốc xuất hiện dưới hình thức từ ghép, từ do hai hoặc nhiều chữ Hán hợp thành; nếu những mục từ này được xem là "từ", thì tiếng Quan Thoại không thực sự là ngôn ngữ đơn âm tiết, chỉ có từ tố cấu thành từ vựng của nó mới là.

## Tóm tắt
Ngôn ngữ đơn âm tiết là thuật ngữ được sử dụng để miêu tả loại hình ngôn ngữ từ góc độ quan hệ tương ứng giữa âm tiết, từ hoặc từ tố. Ngôn ngữ đơn âm tiết, là loại hình ngôn ngữ mà chủ thể của từ hoặc từ tố đều tương ứng với âm tiết đơn. Các ngôn ngữ điển hình như tiếng Hán, tiếng Việt, tiếng Thái, v.v.
Dựa trên tính chất của đơn vị ngôn ngữ coi như một tổ hợp âm và nghĩa, việc phân loại ngôn ngữ dựa trên âm và nghĩa thuộc về tiêu chuẩn hình thái-âm hệ học. Phân loại ngôn ngữ dựa trên đơn vị cơ bản của phù hiệu ngôn ngữ coi như một tổ hợp âm và nghĩa—đơn vị nhỏ nhất (từ tố) hoặc đơn vị thứ hai nhỏ nhất (từ).

## Hình thức đơn âm tiết
Đơn âm tiết có thể rất phức tạp, bao gồm bảy hoặc nhiều phụ âm và một nguyên âm (CCCCVCCC hoặc CCCVCCCC, giống như từ strengths trong tiếng Anh), cũng có thể đơn giản như một nguyên âm đơn hoặc một phụ âm âm tiết.
Rất ít ngôn ngữ đã được ghi nhận có bảo lưu hình thức CV đơn giản, những hình thức này rõ ràng là từ căn hoàn toàn có chức năng truyền đạt ý nghĩa—đó là từ—nhưng không phải là sự thu hẹp của các hình thức phức tạp trong giai đoạn đầu mà chúng ta phát hiện trong hình thức CV của tiếng Quan Thoại, thường phát sinh từ sự sửa đổi về âm điệu và ngữ âm đến từ hình thức *(C)CV(C)(C)/(V) trong ngữ hệ Hán-Tạng.

## Ứng dụng
Trong giai đoạn đầu của lịch sử ngôn ngữ học phương Tây, thuật ngữ này đã bắt đầu được sử dụng để phân định loại hình ngôn ngữ. Nhưng trong thời gian dài, do có tranh luận về khái niệm "từ" và "từ tố", giữa hai khái niệm này không được phân định rõ ràng, đã ảnh hưởng đến việc áp dụng tiêu chuẩn loại hình học đó.
Trong những năm gần đây, với sự phát triển sâu hơn trong nghiên cứu ngôn ngữ, người ta đã bắt đầu chú ý lại đến giá trị ứng dụng có khả năng của tiêu chuẩn này, khám phá khả năng phân loại ngôn ngữ thế giới từ góc độ mã hóa từ tố—âm tiết trong ngôn ngữ.
Dựa trên sự khám phá này, ngôn ngữ của nhân loại có thể được phân loại một cách rõ ràng thành bốn loại: ngôn ngữ đơn âm tiết (monosyllabic languages), ngôn ngữ song âm tiết (disyllabic languages), ngôn ngữ ba âm tiết (trisyllabic languages) và ngôn ngữ X âm tiết (X-syllabic languages), dựa trên mối quan hệ tương ứng giữa số lượng hình vị căn tố hoặc hình vị (root morpheme) - là đơn vị ý nghĩa nhỏ nhất trong ngôn ngữ, với âm tiết - là phiến đoạn ngữ âm nhỏ nhất mà con người tự nhiên cảm nhận được. Trong ngôn ngữ X âm tiết, số lượng âm tiết tương ứng với một hình vị đơn lẻ thường nằm trong phạm vi đơn âm tiết và song âm tiết.

## Căn tố và phụ tố
Ngôn ngữ đơn âm tiết thường khuyết thiếu các hậu tố và tiền tố có thể được thêm vào từ để thay đổi hàm nghĩa hoặc thời gian của nó. Thay vào đó, ý nghĩa thường được xác định bởi ngữ cảnh hoặc các từ khác.
Chẳng hạn như trong tiếng Việt:
| Tiếng Anh  | Tiếng Việt   |
| ---------- | ------------ |
| I ask      | Tôi hỏi      |
| I asked    | Tôi đã hỏi   |
| I'm asking | Tôi đang hỏi |

| Tiếng Anh   | Tiếng Việt       |
| ----------- | ---------------- |
| explain     | giải thích       |
| unexplain   | không giải thích |
| explanation | lời giải thích   |

Trong giao tiếp không chính thức, ngôn ngữ đơn âm tiết thường tỉnh lược tu sức từ, thay vì chỉ dựa vào ngữ cảnh.
| Tiếng Anh                | Tiếng Việt        |
| ------------------------ | ----------------- |
| I promise.               | Tôi hứa.          |
| I promised yesterday.    | Tôi hứa hôm qua.  |
| I will promise tomorrow. | Tôi hứa ngày mai. |